# لوخی-۳
لوخی-۳ (به انگلیسی: Loukhi-3) یک فرودگاه نظامی است که یک باند فرود بتن دارد و طول باند آن ۲۴۰۰ متر است. این فرودگاه در کشور روسیه قرار دارد و در ارتفاع ۱۰۰ متری از سطح دریا واقع شده است.